# بردگوری دورک پایین
بردگوری دورک پایین مربوط به دوره پارت - دوره ساسانیان است و در شهرستان کوهرنگ، بخش بازفت، دهستان بازفت، شمال روستای دورک پایین واقع شده و این اثر در تاریخ ۲۸ شهریور ۱۳۸۶ با شمارهٔ ثبت ۱۹۶۷۲ به‌عنوان یکی از آثار ملی ایران به ثبت رسیده‌است.